# Михаил Кузнецов
Михаил Арсентеевич Кузнецов (1919 – 2005) е полковник от Съветската армия, участник във Великата отечествена война, Герой на Съветския съюз (1943).

## Биография
Михаил Кузнецов е роден на 10 октомври 1919 г. в село Отрада (сега Горшеченски район на Курска област). Завършва седем класа на училище и Макеевския металургичен институт, след което работи като оператор на валцов стан в металургичен завод.
През 1939 г. Кузнецов е повикан на служба в Работническо-селската червена армия.
Участва в битките на Съветско-финландската война. През 1941 г. Кузнецов завършва Минското военно-политическо училище. От първия ден на Великата отечествена война – на нейните фронтове. Той участва в отбраната на Брестката крепост под ръководството на майор Пьотър Гаврилов и успява да избяга оттам заедно с група бойци. В последвалите битки е ранен два пъти.
До есента на 1942 гвардейският старши лейтенант Михаил Кузнецов е заместник-командир на картечна рота от 622-ри гвардейски стрелков полк на 50-а гвардейска стрелкова дивизия на 5-а танкова армия на Югозападния фронт. На 3 октомври 1942 г. в района на фермата Буерак-Сенюткин Кузнецов, начело на група бойци, блокира германски бункер и го превзема, след което унищожава с картечен огън още около 30 вражески войници и офицери. На 20 ноември, в района на фермата Средне-Царицински, Кузнецов и група бойци разгромяват германска колона и превземат фермата, унищожавайки около батальон пехота и дивизия вражеска артилерия, пленявайки 43 артилерийски оръдия, около 300 каруци, 27 картечници, 4 минохвъргачки, 17 автоматични оръжия и 7 превозни средства.
С Указ на Президиума на Върховния съвет на СССР от 14 февруари 1943 г. за „образцово изпълнение на бойни задачи на командването на фронта в борбата срещу германските нашественици и проявените при това смелост и героизъм“ гвардейският старши лейтенант Михаил Кузнецов е удостоен с високото звание Герой на Съветския съюз с връчване на орден „Ленин“ и медал „Златна звезда“ № 1017.
Подвигът на групата на Кузнецов е описан в статията на Иля Еренбург „Успех, гвардейци!“. През март 1943 г. Кузнецов е тежко ранен и контузен, след което никога не се завръща на фронта. Участва в Парада на победата.
През 1946 г. завършва Висшите военно-политически курсове, а през 1951 г. – Военнополитическата академия. През 1974 г., с чин полковник, Кузнецов е уволнен в резерва. Първоначално е живял в Ярославъл, след това в Москва.
Той почина[ неясно? ] на 30 октомври 2005 г. и е погребан на гробището Митино в Москва.
Награден е също с Ордена на Червеното знаме и Ордена на Отечествената война първа степен, два ордена на Червената звезда и редица медали.